# Tucumán Rugby Club
Maillots
Dernière mise à jour : 28 février 2013.
Le Tucumán Rugby Club est un club argentin de rugby à XV de Yerba Buena dans la province de Tucumán en Argentine, membre de l'Unión de Rugby de Tucumán.

## Histoire
Le club est fondé le 5 septembre 1942. Le club est membre de l'Unión de Rugby de Tucumán. En février 1944 il est à l'origine de la création de la Unión de Rugby del Norte (qui se nomme aujourd'hui Unión de Rugby de Tucumán) avec trois autres clubs, à savoir Universitario, Cardenales et Natación y Gimnasia. Il remporte le championnat de l'Unión de Rugby de Tucumán à 19 reprises.

## Palmarès
- Vainqueur du championnat de l'Unión de Rugby de Tucumán à 19 reprises en 1944, 1945, 1948, 1951 avec Universitario, 1952, 1953, 1956, 1961 avec Natación y Gimnasia, 1962, 1977 avec Lawn Tennis, 1978, 1988, 1989, 1990, 1991, 1992, 1993, 1995 avec Natación y Gimnasia, 2000

## Joueurs emblématiques
Les joueurs internationaux argentins suivants ont joué pour le club :
- Julio Bach 3 capes 1974
- Pablo Fernandez Bravo 2 capes 1993
- Eduardo García Hamilton 1 cape 1993
- Pablo García Hamilton 1 cape 2000
- Ricardo Le Fort 14 capes (1988-1996)
- Agustin Macome 4 capes 1990
- Santiago Mesón 34 capes (1987-1997)
- Sebastián Paz Posse 3 capes (1991-1993)
- Julio José Paz 4 capes (1991-1994)
- Martín Pfister 6 capes (1994-1998)
- Jorge Posse 1 cape 1977
- José Santamarina 24 capes (1991-1999)
- Ricardo Sauze 1 cape 1983
- Gabriel Teran 1 cape 1988
- Martin Teran Nougues 30 capes (1991-1997)
- Alvaro Galindo
- Manuel Carizza

## Liens
- (es) Site officiel